# 恩西尼利亚斯
恩西尼利亚斯，是西班牙卡斯蒂利亚-莱昂塞戈维亚省的一个市镇。 总面积8平方公里，总人口82人（2001年），人口密度10人/平方公里。